# To the Struggle Against World Terrorism
To the Struggle Against World Terrorism ({deutsch „Für den Kampf/das Bemühen gegen den Terrorismus“), auch bekannt als Tear of Grief („Träne der Trauer“) oder Tear Drop Memorial („Tränentropfendenkmal“), ist der Name einer Gedenkskulptur in Bayonne in den Vereinigten Staaten.

## Hintergrund
Das Werk stammt von Surab Zereteli und war ein Geschenk der russischen Regierung an die Vereinigten Staaten zum Gedenken an die Opfer der Terroranschläge des 11. September 2001 sowie des Bombenanschlages auf das World Trade Center 1993. Das Tear Drop Memorial wurde während einer Zeremonie am 11. September 2006 in Anwesenheit von Wladimir Putin und Bill Clinton enthüllt.
Das Mahnmal ist 30 Meter hoch und aus Stahl und Bronze gefertigt. In der Mitte des Kunstwerkes ist die circa 12 Meter große Nachbildung einer Träne aus Stahl angebracht. Am Fuße sind ringsum Granitplatten angebracht, auf denen die Namen der Opfer der Terroranschläge eingraviert sind.
Aufgrund des Russischen Überfalls auf die Ukraine 2022 ließ die Stadt Bayonne den Namen Wladimir Putins auf dem Mahnmal entfernen.